# Мимас (митология)
 Тази статия е за митологичния герой.  За естествения спътник на Сатурн вижте Мимас (спътник).  
Мимас (на старогръцки: Μίμας) в древногръцката митология е един от сто и петдесетте Гиганти, змиекраките великани, нападнали Олимпийските богове (Гигантомахия). 
Син е на Гея (Земята) от капналата върху нея кръв на Уран (Небето), когато той бил кастриран от Кронос (Времето). 
Убит е от Зевс, който го поразил с мълния, или от Хефест, който мятал по него нагорещени камъни. 
Според друга версия Посейдон го погребал под Сицилия.
На името на гиганта е кръстен естествен спътник на Сатурн. 